# Lîhacivka, Kotelva
Lîhacivka (în ucraineană Лихачівка) este un sat în comuna Mala Rublivka din raionul Kotelva, regiunea Poltava, Ucraina.

## Demografie
Componența lingvistică a localității Lîhacivka
     Ucraineană (99,53%)
     Alte limbi (0,47%)
Conform recensământului din 2001, majoritatea populației localității Lîhacivka era vorbitoare de ucraineană (99,53%), existând în minoritate și vorbitori de alte limbi.